# Navacchio
Navacchio (Navarculum, Naviculum, Navarcum e Navaculum in latino) è una località del comune italiano di Cascina, nella provincia di Pisa, in Toscana.

## Storia
Navacchio è citato con la sua chiesa di San Jacopo in documenti pisani del XIII e XIV secolo. L'abitato si sviluppò particolarmente tra il XVII e il XVIII secolo. I fratelli Manetti vi fondarono una manifattura per la lavorazione del cotone. Ha dato i natali a Piero Bigongiari, nella sua opera troviamo testimonianze poetiche del luogo e della sua famiglia.

## Monumenti e luoghi d'interesse
- Chiesa di San Jacopo
- Villa Remaggi
- Villa Noccioli
- Polo tecnologico di Navacchio

## Società

### Tradizioni e folclore
La festa patronale si festeggia il penultimo lunedì di luglio, e più precisamente, il lunedì antecedente la festività di San Giacomo che ricorre il 25 luglio.

## Infrastrutture e trasporti

### Strade
- Strada di grande comunicazione Firenze-Pisa-Livorno
- Strada statale 67 Tosco Romagnola

### Ferrovie
L'unica infrastruttura ferroviaria attualmente presente è costituita dalla stazione di Navacchio, ubicata sulla ferrovia Firenze-Livorno, e servita dalle corse del servizio regionale Trenitalia.
Dal 1881 al 1953 tale impianto era raccordato con la tranvia a vapore che, percorrendo l'asse della via Fiorentina, collegava Pisa con Pontedera e, attraverso una diramazione che si distaccava proprio a Navacchio, con Caprona e Calci.

## Sport
Il Circolo Scherma fondato da Carlo Macchi, allievo del M° Antonio Di Ciolo, è considerato una delle più feconde strutture dell'Italia centrale e una delle poche esclusivamente dedicate a questo sport.